# Латвияс балзамс
«Ла́твияс ба́лзамс» (латыш. Latvijas balzams — «Латвийский бальзам») — компания Латвии, производящая алкогольные напитки, в частности известный «Рижский чёрный бальзам».

## История и деятельность
Предприятие было основано в 1900 году с названием Рижский государственный водочный склад № 1 (латыш. Rīgas valsts degvīna noliktava Nr. 1)..
После начала Первой мировой войны правительство Российской империи 19 июля 1914 года ввело ограничения на производство и торговлю спиртными напитками, что осложнило деятельность предприятия. В дальнейшем, Рига оказалась в прифронтовой зоне и в сентябре 1917 года была оккупирована немецкими войсками. В условиях немецкой оккупации 17 ноября 1918 года была провозглашена независимость Латвии, после чего предприятие стало частным.
C присоединением Латвии к СССР в июле 1940 года завод был национализирован и переименован в Рижский спиртовой и водочный завод (латыш. Rīgas spirta un degvīna rūpnīca).
30 июня 1941 года Рига была оккупирована наступавшими немецкими войсками и до октября 1944 года предприятие оставалось в зоне немецкой оккупации.
В соответствии с четвёртым пятилетним планом восстановления и развития народного хозяйства СССР предприятие было восстановлено. В 1948 году завод начал производить водку «Столичная», а в 1949 году — ликёры, самым известным из которых был Allažu ķimelis.
В 1950-х годах на заводе начали выпускать бальзам — «Рижский чёрный бальзам», рецепт которого считался утраченным во время Второй мировой войны. В 1952 году было начато производство по уникальной запатентованной технологии Рижского игристого вина. В 1960-х годах продукция завода начала экспортироваться за пределы СССР. В 1970-х годах завод был переименован в «Латвияс балзамс» (латыш. Latvijas balzams).

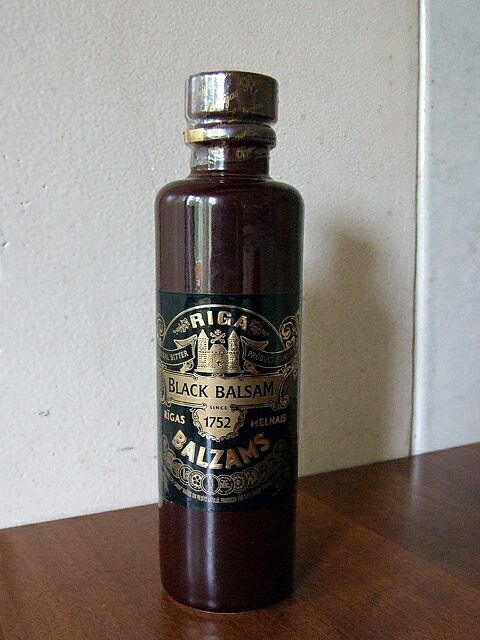
Рижский чёрный бальзам

После восстановления независимости Латвии предприятие акционировалось. В 1995 году оно стало выпускать первый в республике коньяк «Меркурий» (латыш. Merkurs). В 1997 году Latvijas balzams стал публичным акционерным обществом. В 1998 году началось котирование акций компании на Рижской фондовой бирже. В 2000 году компания была полностью приватизирована — 49,95 % акций принадлежало акционерному обществу New Technology and Development Corporation (бывшая группа Ave Lat). В 2001 году компания первой в Латвии начало выпуск сидра Lucky Dog. 
В 2003 году зарегистрированная в Нидерландах S.P.I. Group выкупила часть акций «Латвийского бальзама», позже доведя свою долю до 87,98 процентов, став её владельцем. В Литве также учреждено дочернее предприятие UAB Baltijos alkoholiniai produktai, которое занимается консалтинговыми и маркетинговыми услугами на рынке Литвы. 
По состоянию на 2006 год компания занимала около 50 % алкогольного рынка в Латвии.
По состоянию на 2012 год S.P.I. Group принадлежало 89,53 % акций «Латвийского бальзама».
В 2014 году S.P.I. Group объединилась с холдинговой компанией Amber Beverage Group, создав в рижском районе Дрейлини свой логистический центр Amber Logistics.

## Современное состояние
Предприятие выпускает бальзам, водку, ликёр, джин, бренди, игристые вина и другие алкогольные напитки, которые реализуются в Латвии и за рубежом.